# Max (sigarette)

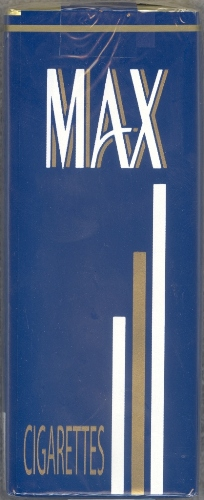
Un vecchio pacchetto di sigarette Max risalente al giugno 2010.

Max è stata una marca di sigarette prodotta e commercializzata dalla Lorillard Tobacco Company di Greensboro, Carolina del Nord, dal 1975 al 2010.

## Storia

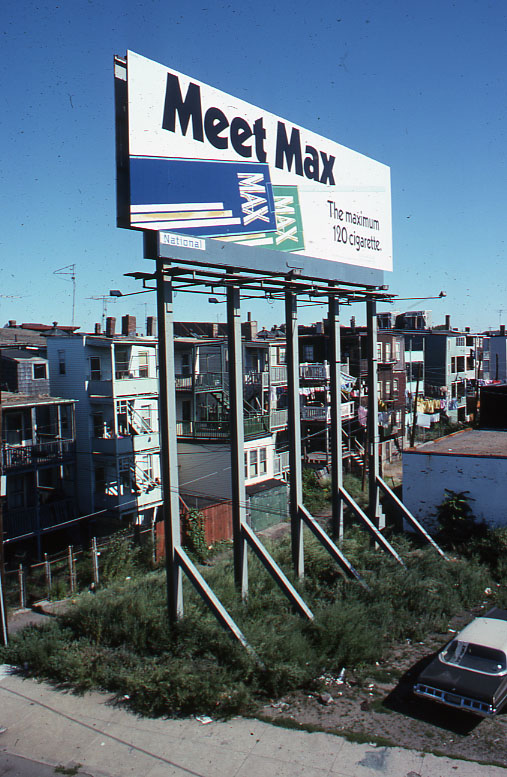
Un vecchio cartellone pubblicitario delle Max a Boston nel 1975.

Le Max furono lanciate sul mercato nel 1975 dalla Lorillard con l'intento, da parte dell'azienda, di sfruttare quello che sembrava essere il nuovo fenomeno commerciale delle sigarette da 120 mm e furono la risposta della Lorillard alle More della R.J. Reynolds Tobacco Company e alle Saratoga della Philip Morris Companies. In realtà, nel corso di tutti gli anni settanta e ottanta le Max non riuscirono mai a sorpassare nelle vendite questi due marchi ma si posero comunque davanti ad altre marche concorrenti come Tall 120s, Eve 120s, Original Virginia Slims 120s (lanciate sul mercato nel 1976, la cui produzione fu presto interrotta ) e Dawn 120s (anch'esse presto tolte dalla produzione). Negli anni novanta le Max mantennero sempre il loro primato davanti alle Eve 120s e a nuove marche come Capri 120s e Carlton 120s, ma persero terreno rispetto alle Virginia Slims Luxury Lights 120s, lanciate dalla Philip Morris nel 1985 con una forte campagna pubblicitaria rivolta specialmente al sesso femminile. Le Max persero poi un'ulteriore percentuale di mercato quando nel 1993 furono lanciate le Misty, le uniche sigarette a basso costo ad essere commercializzate nel formato da 120 mm di lunghezza.
Prodotte solamente nella varietà "full flavor" (le versioni light e ultra-light non furono mai proposte) e nel formato da 120 mm, le Max furono lanciate con una confezione accattivante specificatamente pensata per attrarre una clientela di sesso femminile molto ricercata e attenta allo stile. Ciò non di meno, le Max erano rivolte ai fumatori più esperti, avendo uno dei contenuti di catrame e di nicotina più alti tra le varie marche di sigarette.
A causa della sempre maggior perdita di mercato e del fatto che lo stesso mercato del formato da 120 mm ha subito una contrazione, la produzione delle Max è stata interrotta nell'estate del 2010.